# 집게 (도구)

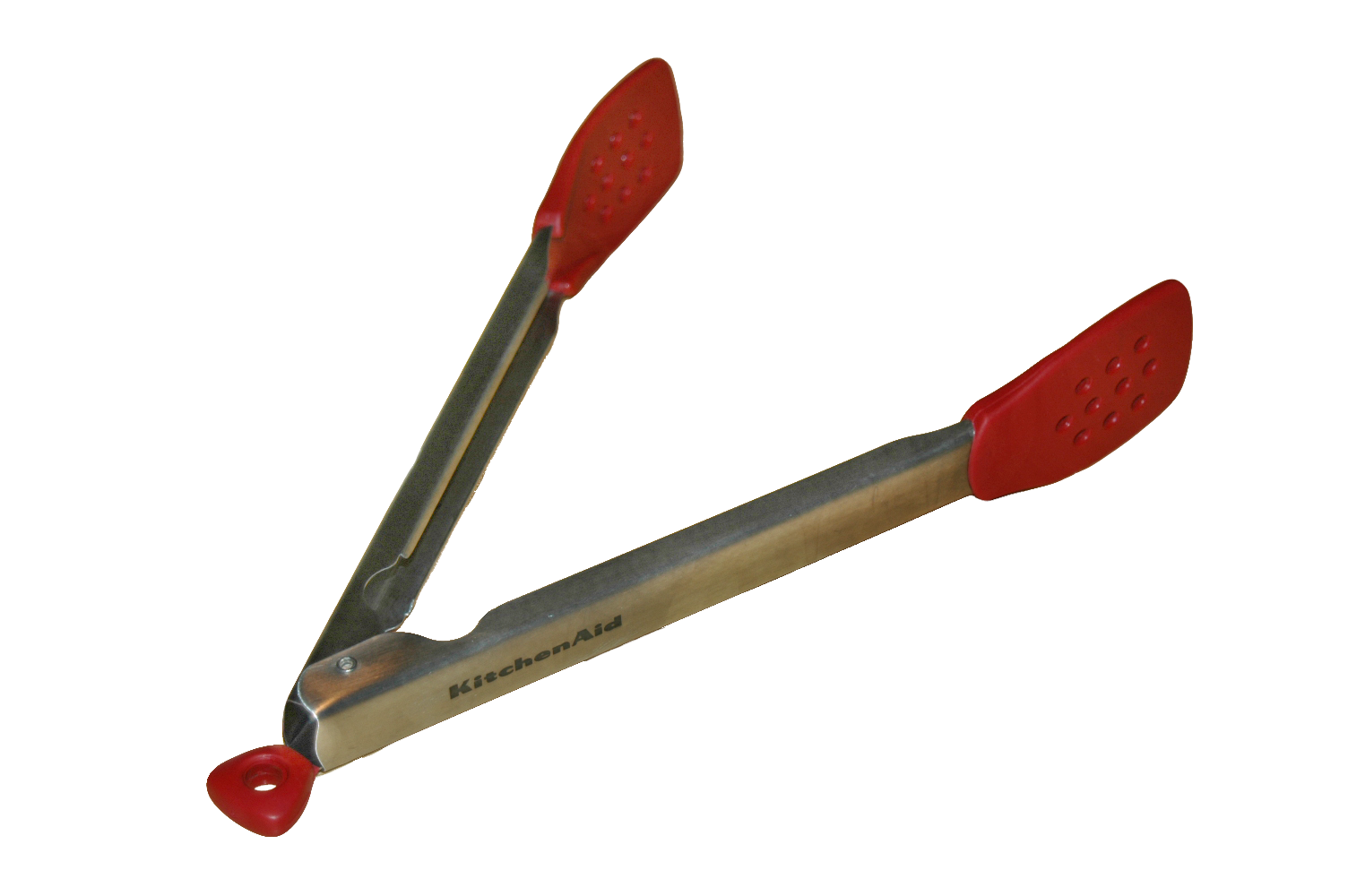

집게는 물건을 손으로 직접 잡는 대신 물건을 잡고 들어 올리는 데 사용되는 도구 유형이다. 특정 용도에 맞는 다양한 형태의 집게가 있다. 디자인 변형에는 집게의 작업 끝이 벤치 표면과 접촉하지 않도록 정지 지점이 포함된다.

## 역사
최초의 한 쌍의 집게는 이집트인에서 기원한다. 집게는 기본적인 나무 집게로 시작하여 시간이 지남에 따라 기원전 3000년에 청동 막대로 발전했을 것으로 본다. 시간이 지나면서 이것들은 현재 현대의 집게로 알려진 것으로 발전했다.
기원전 1450년의 이집트 벽화에는 두 개의 금속 막대 사이에 도가니가 지지되어 있는 모습이 나와 있다. 같은 그림에는 집게 같은 도구를 사용하여 불 위에 작은 물체를 들고 있는 사람이 나와 있다. 무거운 도가니를 다룰 수 있는 청동고리도 이때 등장했다.

## 같이 보기
- 겸자
- 핀셋